# 安东尼·佩塞拉
安东尼·佩塞拉（2002年6月9日—），博茨瓦纳男子田径运动员，2021年世界U20田径锦标赛男子400米和男子4×400米接力金牌得主、2022年非洲田径锦标赛男子4×400米接力银牌得主、2024年夏季奥林匹克运动会男子4×400米接力银牌得主。